# Eigenarenmonument plantage La Prosperité

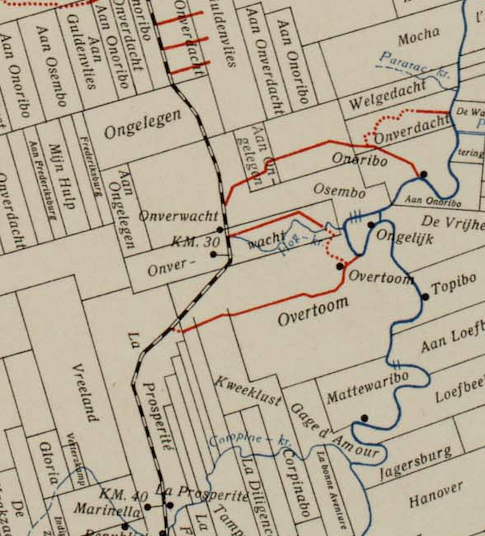
Ligging van plantage La Prosperité in Para. Uitsnede van de kaart van L.A. Bakhuijs en W. de Quant (1930)

Het Eigenarenmonument plantage La Prosperité is opgericht in 1982. Het was dat jaar precies honderd jaar geleden dat de vertegenwoordigers van negen families die daarvoor als slaafgemaakten op de plantage werkzaam waren, de grond kochten voor 4000 gulden en het beheer van de plantage in eigen hand namen. De grond is nog steeds in beheer bij de nakomelingen van deze negen families.

## Monument
Het monument is opgebouwd uit rood-bruine bakstenen in de vorm van een rechthoekige zuil die 2 meter hoog is, 70 cm breed en 50 cm diep. Aan de voorzijde is een witte granieten plaquette bevestigd van 100 cm x 30 cm waarin met bruin-gouden letters de namen van de kopers zijn gegraveerd: Jan Pengel, Anthonie Pengel, Johannes Plet, Frans Plet, Jozef Peroti, Boudewijn Pocorni, Harrie Peiter, Jacques Pierau, Emil Parun, voorafgegaan door: 1882 - 19 mei - 1982 - La Prosperité en een herdenkingstekst. Het monument staat in Bersaba, vlak bij de oever van de Coropinakreek en is op 31 oktober 1982 onthuld door de oudste dorpsbewoner, Edie Plet.

## La Prosperité
Plantage Prosperité is een houtgrond die aan de Coropinakreek ligt en die al sinds 1737 bestaat. In 1858 stichtte de Evangelische Broedergemeente van Suriname (EBGS) op er een zendingspost onder de naam Bersaba.  

plantagedorp La Prosperité (ca. 1900)

Bij de afschaffing van de slavernij heeft de plantage-eigenaar de  gewezen slaafgemaakten geslachtsnamen gegeven die met de letter P beginnen.
Het bestuur van de plantage wordt ondersteund door de Stichting Berseba. De stichting zet ontwikkelactiviteiten op en zorgt voor financiering. De gebouwen van de EBGS, de Bersaba kerk, de lagere school en de recreatiezaal, zijn gerenoveerd. De drijvende kracht achter deze ontwikkelingen is Nathalie Pengel-Wong, de echtgenote van August Theodorus Pengel, de eerste directeur van de Stichting Onderwijs der EBGS.
Het bestuur van de plantage organiseert ieder jaar rond 19 mei een familiedag (Bay dey) waarbij alle nazaten van de kopers uit 1882 elkaar kunnen ontmoeten. De familiebanden kunnen worden aangehaald en er wordt gesproken over de toekomst van hun plantage.